# یوزف برم
یوزف بْرِم (به آلمانی: Josef Bremm) (۳ مه ۱۹۱۴ – ۲۱ اکتبر ۱۹۹۸) نظامی آلمانی در دوره رایش سوم بود که در جریان جنگ جهانی دوم در ورماخت خدمت کرد.

## زندگی
یوزف برم روز ۳ مه سال ۱۹۱۴ در مانباخ زاده شد. سال ۱۹۳۵ به نیروی زمینی آلمان پیوست و هنگام آغاز جنگ جهانی دوم با درجه ستوان دوم در هنگ ۴۲۵ پیاده‌نظام خدمت می‌کرد. برم رزم را در نبرد فرانسه تجربه و هر دو درجه نشان صلیب آهنین را دریافت نمود.
در جریان عملیات بارباروسا، در قسمت شمالی فرمانده یک دسته در هنگ ۴۲۶ پیاده‌نظام بود و چند پس از آغاز آن مجروح شد. اوایل ماه اوت سال ۱۹۴۱ فرماندهی یک گروهان ۵ در هنگ به او سپرده شد. ماه اکتبر همان سال به درجه ستوان یکم ترقیع گرفت. در رزم زمستانه ۱۹۴۱/۴۲ با گروهان در برابر حملات شمن ایستاد و با یک ضدحمله شدید یک گردان آن را منهدم کرد. نشان عالی صلیب شوالیه صلیب آهنین روز ۱۸ فوریه سال ۱۹۴۲ به او اعطا شد. مدت کوتاهی بعد مجدداً زخم برداشت و برای معالجه عقب کشیده شد. پس از بهبود به درجه سروان ترفیع گرفت و فرماندهی گردان ۲ هنگ را همچنان در جبهه لنینگراد، عهده‌دار شد. ماه سپتامبر سال ۱۹۴۲ گردان برم جلوی یک حمله دشمن را در جنوب شرقی دریاچه ایلمن گرفت و او بدین سبب برگ‌های بلوط نشان صلیب شوالیه را روز ۲۳ دسامبر سال ۱۹۴۲ دریافت کرد.
برم ماه ژانویه سال ۱۹۴۳ در جریان تلاش برای شکستن محاصره دمیانسک، دوباره به شدت زخمی و به آلمان بازگردانده شد. به عنوان مدرس تاکتیک‌های پیاده‌نظام در یک دانشکده آموزشی قرار گرفت و ماه فوریه به درجه سرگرد ترفیع یافت. پس مدت کوتاهی، ماه مارس به درخواست خود به رزم‌گاه بازگشت و فرمانده یک گردان فوسیلیِر در لشکر هفتصد و دوازدهم پیاده‌نظام، یک یگان ثابت در سواحل بلژیک/هلند، شد.
سال ۱۹۴۴ برم رزم شدیدی را اواخر نبرد نرماندی تجربه کرد و ماه اوت همان سال فرماندهی هنگ ۹۹۰ پیاده‌نظام در لشکر دویست و هفتاد و هفتم پیاده‌نظام به او سپرده شد. این یگان متشکل از نیروهای اتریشی، اطراف کان با بریتانیایی‌ها درگیر بود. گرفتاری در محاصره فالز تنها ۱۰۰۰ نیروی رزمی و ۱۵۰۰ فرد دیگر برای آن باقی گذاشت. برم روز ۱ نوامبر سال ۱۹۴۴ به درجه سرهنگ دوم ترفیع گرفت. لشکر او با بدل شدن به یک آرایش «فولکس‌گرنادیِر»، در نبرد آردن مشارکت داشت. برم بار دیگر به شدت زخمی شد اما در جریان عقب‌نشینی نهایی به آلمان با هنگ خود باقی ماند. او به عنوان آخرین نظامی آلمانی روز ۹ مه سال ۱۹۴۵ به شمشیرهای صلیب شوالیه مزین گشت. پس از جنگ، سرهنگ دوم یوزف برم در نهایت سال ۱۹۹۸ در سن ۸۴ سالگی در دوران بازنشستگی درگذشت.

## نشان‌ها
- صلیب آهنین
  - درجه ۲: ۲۷ ژوئیه ۱۹۴۰
  - درجه ۱: ۱۵ دسامبر ۱۹۴۰
- نشان زخم به رنگ سیاه: ۱۷ ژوئیه ۱۹۴۱
- صلیب آلمانی طلایی: ستوان یکم - فرمانده گروهان ۶ هنگ ۲ پیاده‌نظام: ۲۴ دسامبر ۱۹۴۱
- نشان زخم به رنگ نقره‌ای: ۱ ژوئن ۱۹۴۲
- نشان زخم به رنگ طلایی: ۱۲ ژانویه ۱۹۴۳
- نشان تهاجم پیاده‌نظام: ۱۳ نوامبر ۱۹۴۱
- نشان رزم زمستانه در جبهه شرقی ۱۹۴۱/۱۹۴۲: ۲۵ ژوئیه ۱۹۴۲
- صلیب شوالیه صلیب آهنین: هشتصد و هفتاد و چهارم فرد - ستوان دوم - فرمانده گردان ۵ هنگ ۴۲۶ پیاده‌نظام: ۱۸ فوریه ۱۹۴۲
  - برگ‌های بلوط: صد و شصت و پنجمین فرد - ستوان یکم - فرمانده گردان ۵ هنگ ۴۲۶ پیاده‌نظام: ۲۳ دسامبر ۱۹۴۲
  - شمشیرها: صد و پنجاه و نهمین فرد - سرهنگ دوم - فرمانده هنگ ۹۹۰ گراندیر: ۹ مه ۱۹۴۵
- گیره رزم نزدیک برنز: ۱ ژوئن ۱۹۴۳[۳]